# 지방도 제725호선
지방도 제725호선은 전북특별자치도 진안군 정천면 봉학리에서 주천면 주양리 진천삼거리를 잇는 전북특별자치도의 지방도이다. 노선명에서 알 수 있듯이 이 지방도는 본래 충청남도 금산군 금산읍 하옥리까지 이어져 있었으나 2001년 8월 25일 진안군 주천면 이북 구간은 국가지원지방도 제55호선 및 국도 제13호선에 편입되었다.

## 연혁
- 2001년 8월 25일 : 국도 제13호선이 충청남도 금산군 금산읍까지 연장 및 국가지원지방도 제55호선 신설로 전북특별자치도 진안군 주천면으로 노선 단축
- 2003년 2월 20일 : 충청남도 구간인 금산군 남이면 구성리 ~ 금산읍 하옥리 17.8km 구간 노선 폐지[1]

## 주요 경유지
- 진안군
  - 정천면 정천휴게소 - 갈거교 - 갈용리
  - 주천면 운봉리 - 운봉교
  - 용담면 영강교앞 교차로
  - 주천면 신양리 - 주천면체육공원 - 주천교 - 주천삼거리

### 해제 구간
이 구간은 2001년 8월 25일 국도 제13호선이 충청남도 금산군 금산읍까지 연장되고 국가지원지방도 제55호선이 신설되면서 지방도 지정이 해제되었다.
전북특별자치도
- 진안군
  - 주천면 주천삼거리 - 주천면 행정복지센터 - 주천정류소 - 주천초등학교 - 주천중학교 - 미적교 - 용덕1교 - 용덕리

충청남도
- 금산군
  - 남이면 구석리 - 흑암교 - 흑암삼거리
  - 남일면 신천리 - 용수목삼거리 - 신천교 - 신천사거리
  - 남이면 석동교 - 석동삼거리 - 성곡리
  - 금산읍 금산군종합운동장 - 하옥리

## 도로명
전 구간 정주천로로 명명되었다.